# Skunks
Die Skunks oder Stinktiere (Mephitidae) sind eine Familie der Raubtiere. Die 15 Arten dieser Gruppe leben vorrangig auf dem amerikanischen Kontinent; genetische Untersuchungen haben auch die Zugehörigkeit der südostasiatischen Stinkdachse zu dieser Gruppe bestätigt.

## Etymologie
Die fachsprachliche Bezeichnung „Skunk“ stammt über englische Vermittlung aus einer Algonkin-Sprache (abgeleitet von „Seganku“).

## Merkmale

### Allgemeine Merkmale
Skunks erreichen eine Kopf-Rumpf-Länge von etwa 12 bis maximal etwa 51 Zentimetern, eine Schwanzlänge von 7 bis 41 Zentimetern und ein Gewicht von 0,2 bis 4,5 Kilogramm. Sie sind entsprechend kleine bis mittelgroße Raubtiere und erreichen eine Körperlänge, die bei den größeren Arten etwa der einer kleinen Hauskatze entspricht, während die kleineren Arten in etwa die Größe eines Eichhörnchens haben. Zwischen den Arten kommt es dabei zu starken Überschneidungen der Körpergrößen. Tendenziell sind vor allem die drei nördlicher lebenden Arten der Weißrüsselskunks (Ferkelskunk, Amazonas-Skunk und Anden-Skunk) mit einer Kopf-Rumpf-Länge von bis zu etwa 50 Zentimetern die größten Vertreter der Skunks. Ebenfalls in dieser Größenordnung sind auch die asiatischen Stinkdachse, die jedoch einen deutlich kürzeren Schwanz haben. Der Streifenskunk liegt mit einer Kopf-Rumpf-Länge von bis zu etwa 40 Zentimetern hinter diesen Arten, ist zusammen mit dem sehr langen Schwanz jedoch deutlich länger als die Stinkdachse. Der Haubenskunk, der Patagonische Skunk sowie die Arten der Fleckenskunks werden bis etwa 30 Zentimeter lang, wobei der Zwerg-Fleckenskunk aus Mexiko mit einer Kopf-Rumpf-Länge von maximal 21 Zentimetern die kleinste Art der Skunks ist.
Alle Skunks sind durch ihr kontrastreiches Fell gekennzeichnet. Die Grundfarbe ist schwarz oder dunkelbraun, das Gesicht, der Rumpf und auch der Schwanz sind mit weißen Streifen oder Flecken versehen. Der Rumpf ist lang gestreckt und eher schlank und die Beine sind verhältnismäßig kurz. Insbesondere die Vorderpfoten sind mit langen, gebogenen Krallen ausgestattet, die hervorragend zum Graben geeignet sind. Der Schwanz ist bei allen amerikanischen Arten buschig, bei den Stinkdachsen jedoch nur sehr kurz ausgebildet. Die Schnauze ist bei den meisten Arten langgestreckt, Augen und Ohren sind relativ klein.

### Analdrüsen und Wehrsekret
Ein charakteristisches Merkmal für alle Vertreter der Skunks sind die ausgeprägten, paarigen Analdrüsen, die ein streng riechendes Sekret absondern, das bis zu 6 Meter weit verspritzt werden kann. Diese Drüsen sind bei ihnen im Vergleich zu anderen Raubtieren stark vergrößert.
Das Sekret wird einem potenziellen Angreifer aus den beiden Analdrüsen entgegengespritzt, wenn dieser auf die Warnung durch Aufstampfen der Vorderpfoten und Anheben des Schwanzes nicht reagiert. Dabei spritzt der Skunk mehrere Milliliter des Sekrets, das einen lang anhaltenden, unangenehmen Geruch hat und außerdem tränenreizend wirkt.

#### Zusammensetzung des Wehrsekrets
| Inhaltsstoffe des Analsekretes der Stinktiere (Mephitis mephitis). In Klammern ist hinter der Stoffbezeichnung der relative Massenanteil in % angegeben.                          |
| Für den Geruch des Drüsensekrets vor allem verantwortliche Alkanthiole (von oben nach unten): (E)-2-Butenthiol (40 %), 3-Methylbutanthiol (22 %) und 2-Chinolinmethanthiol (7 %). |
| Thioester (von oben nach unten): (E)-2-Butenylthioacetat (15 %), 3-Methylbutylthioacetat (2 %) und 2-Chinolinmethylthioacetat (7 %).                                              |
| 2-Methylchinolin (7 %) |

Die Erforschung des Analdrüsensekrets erfolgte in mehreren Ansätzen seit dem 19. Jahrhundert, sodass heute eine recht genaue Vorstellung über dessen Zusammensetzung besteht. Der deutsche Chemiker Friedrich Wöhler und sein Assistent T. Swarts konnten bereits 1868 nachweisen, dass es sich bei dem Sekret um ein Stoffgemisch handelt, das aus mindestens einer schwefel- und einer stickstoffhaltigen Komponente besteht. Der Chemiker Thomas Aldrich konnte 1896 konkretere Eigenschaften der Substanz darstellen. Er beschrieb das Sekret als „klare, ölige Flüssigkeit mit goldgelber bis hell-bernsteinfarbener Farbe mit einem charakteristischen, penetranten und extrem kräftigen Geruch mit einer spezifischen Dichte von 0,939“. Zudem identifizierte Aldrich durch den Siedepunkt einer Fraktion des Sekrets ein Butanthiol als dessen wesentlichen Bestandteil. Ein Jahr später identifizierte er zusammen mit Jones als zweite wesentliche Komponente das 2-Methylchinolin sowie eine zu dem Zeitpunkt noch unbekannte zweite stickstoff- und schwefelhaltige Substanz. 1945 wurde durch den amerikanischen Chemiker Philip Stevens die Substanz Bis(2-butenyl)sulfid aus dem Sekret isoliert, während er eigentlich auf der Suche nach einem dem Muscon, dem Geruchsstoff des Moschus, ähnlichen Stoff war.
1975 wurde durch Andersen und Bernstein erstmals die Gaschromatographie zur Analyse des Sekrets eingesetzt. Dabei identifizierten die Wissenschaftler 2-Buten-1-thiol und 3-Methyl-1-butanthiol mit einem Gesamtgehalt von etwa 66 % als Hauptkomponenten sowie (2-Butenyl)methyldisulfid als dritthäufigste Verbindung mit einem Gehalt von etwa 7 %. Indem sie 1982 die Gaschromatographie mit der Massenspektrometrie kombinierten, konnten die beiden Wissenschaftler insgesamt 160 Bestandteile nachweisen, von denen 150 schwefelhaltig sind. 2-Buten-1-thiol und 3-Methyl-1-butanthiol konnten als Hauptbestandteile bestätigt werden, (2-Butenyl)methyldisulfid wurde jedoch nicht mehr nachgewiesen und der dritthäufigste Bestandteil war nun (2-Butenyl)propylsulfid. Zudem konnten (3-Methylbutyl)butyldisulfid und (2-Butenyl)butyldisulfid gefunden und 2-Methylchinolin als Bestandteil bestätigt werden. Als erster Thioester wurde Thioessigsäure-S-(3-methylbutyl)ester nachgewiesen.
1990 arbeitete William F. Wood an der weiteren Aufklärung, indem er frisch gewonnenes Sekret sofort mit dem Gaschromatographen und der Massenspektrometrie untersuchte. Er konnte weder (2-Butenyl)methyldisulfid noch (2-Butenyl)propylsulfid nachweisen, stattdessen analysierte er Thioessigsäure-S-(2-butenyl)ester als dritthäufigste Verbindung. Er erklärte das Fehlen der Komponenten dadurch, dass sich diese Stoffe erst bei der Aufbereitung gebildet haben. Neu identifiziert wurden 2-Chinolylmethanthiol und Thioessigsäure-S-(2-chinolylmethyl)ester.

## Verbreitung und Lebensraum

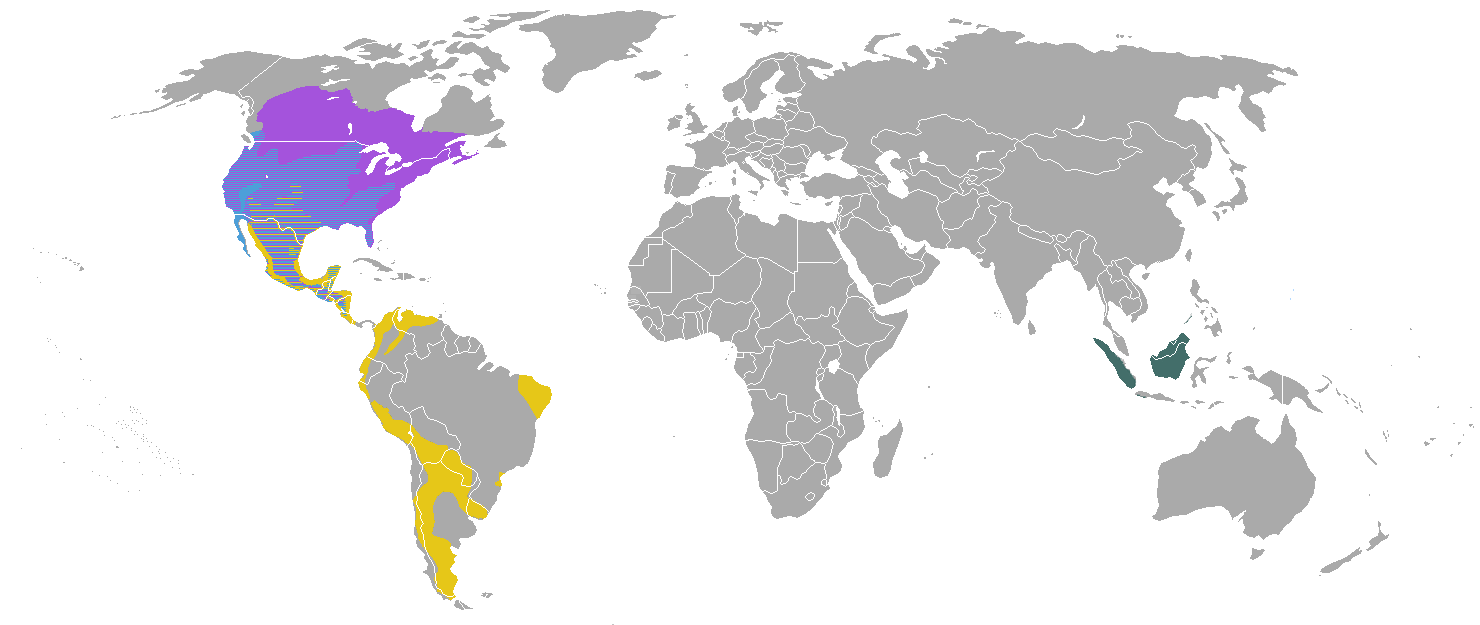
Verbreitungsgebiete rezenter Skunkgattungen:
grün: Stinkdachse (Mydaus),
violett: Streifenskunks (Mephitis),
blau: Fleckenskunks (Spilogale),
gelb: Weißrüsselskunks (Conepatus)

Das Verbreitungsgebiet der heute lebenden (rezenten) Skunks befindet sich mit Ausnahme der beiden Arten der Stinkdachse auf dem amerikanischen Kontinent, wo sie vom Süden Kanadas über Nord- und Mittelamerika bis zur Südspitze Südamerikas in drei Gattungen vorkommen. Die Stinkdachse leben in Südostasien auf den Inseln Sumatra, Borneo, Java und den südlichen Philippinen (Palawan und Nachbarinseln).
Ihre Lebensräume sind eher offene Habitate wie Steppen, Halbwüsten und Buschland, sie meiden allzu dichte Wälder und Feuchtgebiete.

## Lebensweise

### Aktivität und Sozialverhalten

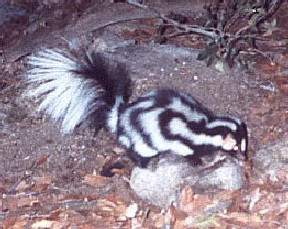
Westlicher Fleckenskunk (Spilogale gracilis)

Skunks sind in der Regel dämmerungs- oder nachtaktiv. Tagsüber ziehen sie sich in Verstecke zurück; das können selbst gegrabene oder von anderen Tieren (zum Beispiel Murmeltieren, Silberdachsen oder Erdhörnchen) übernommene Baue sein, aber auch Felsspalten und hohle Baumstämme, manchmal sogar Gebäude. Am Abend oder in der Nacht begeben sie sich auf Nahrungssuche. Dabei halten sie sich meist am Boden auf, lediglich die Fleckenskunks klettern auch auf Bäume. Von den Streifenskunks ist bekannt, dass sie während der kalten Jahreszeit eine Winterruhe halten und oft mehrere Wochen in ihrem Bau bleiben.
Die Tiere leben vorwiegend einzelgängerisch, reagieren aber auf Artgenossen im Allgemeinen wenig aggressiv. Auch das Territorialverhalten ist nicht ausgeprägt, die Reviere einzelner Tiere können sich weitflächig überlappen. Ein Bau wird manchmal von mehreren Tieren gleichzeitig benutzt, die Streifenskunks schließen sich manchmal während der Winterruhe zu Gruppen von bis zu 20 Tieren zusammen, die sich gemeinsam in einem Bau aufhalten.

### Verteidigungsverhalten
Am bekanntesten sind die Skunks wohl für ihr Verteidigungsverhalten, wobei das Versprühen des Analdrüsensekrets nur im Notfall angewandt wird. Ihre kontrastreiche Färbung allein soll schon etwaige Fressfeinde abschrecken; nützt das nichts, greifen sie zu Drohgebärden. Sie stampfen mit den Füßen, fletschen die Zähne oder beugen den Schwanz nach vorn und präsentieren dem Angreifer ihren Anus. Die Fleckenskunks begeben sich dazu sogar in den Handstand. Erst wenn diese Maßnahmen nicht fruchten, versprühen sie ihr Sekret, wobei sie meist auf das Gesicht des Angreifers zielen. Streifenskunks können Fressfeinde in sechs Metern Entfernung treffen, bei anderen Arten ist dieser Abstand kürzer, bei Stinkdachsen etwa ein Meter.
Auf gesunder Haut hat das Sekret, abgesehen vom penetranten Geruch, keine schädliche Wirkung. Es kann aber bei Kontakt mit den Schleimhäuten Erbrechen und Kopfschmerzen hervorrufen. Gerät es in die Augen, kann der Angegriffene vorübergehend erblinden. Aus Kleidung soll der Geruch so gut wie nicht mehr zu entfernen sein.
Die meisten Tiere lernen aus einer Begegnung mit einem Skunk. Größere Säugetiere wie Kojoten und Pumas greifen sie daher selten an. Greifvögel und Eulen lassen sich von dem Sekret weniger abschrecken, auch ist ihr Geruchssinn weniger stark ausgeprägt.

### Nahrung
Skunks sind opportunistische Allesfresser, die aber vorwiegend fleischliche Nahrung zu sich nehmen. So erbeuten sie kleine Säugetiere wie Nagetiere und Hasen, Vögel, Echsen, Schlangen und Lurche, aber auch Insekten und andere Wirbellose. Als Beikost verzehren sie pflanzliches Material wie Früchte, Nüsse und Knollen. Bei vielen Arten zeigt sich eine saisonale Schwankung in der Nahrung; so dominieren in den Sommermonaten Insekten und Früchte, während sie in der kalten Jahreszeit eher Kleinsäuger erbeuten.

### Fortpflanzung
In der Regel haben Skunks eine feste Paarungszeit, die aber stark vom Lebensraum und vom Klima abhängig ist. Bei einigen Arten kommt es zu einer verzögerten Nidation, das heißt, die befruchtete Eizelle hält sich für längere Zeit im Uterus auf, bevor sie sich einnistet. So können beim Westlichen Fleckenskunk acht Monate zwischen Begattung und Geburt liegen, auch wenn die eigentliche Trächtigkeitsdauer weit kürzer ist und bei den meisten Arten zwischen 40 und 65 Tagen liegen dürfte.
Das Weibchen bringt meistens vier bis fünf Junge zur Welt, wenngleich die Zahl der Jungen in einem Wurf in seltenen Fällen bis zu sechzehn betragen kann. Die Neugeborenen sind zunächst blind und unbehaart, wachsen aber schnell. Nach 35 Tagen beginnen sie umherzulaufen, nach rund zwei Monaten werden sie entwöhnt und nach einem halben oder einem Jahr verlassen sie das Muttertier und werden geschlechtsreif.
Skunks haben im Allgemeinen eine niedrige Lebenserwartung, viele überleben den ersten Winter nicht. In freier Wildbahn werden sie meist fünf oder sechs Jahre alt, in menschlicher Obhut wurde kein Tier älter als zwölf Jahre.

## Systematik

### Äußere Systematik
Lange Zeit wurden die Skunks als Unterfamilie der Marder (Mustelidae) betrachtet, was auch dadurch begünstigt wurde, dass innerhalb dieser Gruppe ähnlich gefärbte Arten (zum Beispiel der Zorilla) vorkommen und es auch Arten gibt, die ihr Analdrüsensekret versprühen können, zum Beispiel der Honigdachs. Genetischen Untersuchungen zufolge sind sie allerdings nicht sehr nahe mit den Mardern verwandt und erhalten deshalb in jüngeren Systematiken den Rang einer eigenen Familie. Phylogenetische Untersuchungen sehen sie als Schwestergruppe eines Taxons aus Kleinbären und Mardern.

### Innere Systematik
Die Familie der Skunks enthält nach aktuellem Kenntnisstand 15 Arten, die in vier Gattungen aufgeteilt werden:
- Die Stinkdachse (Mydaus), die früher zu den Dachsen (Melinae) gerechnet wurden, sind mit zwei Arten auf der südostasiatischen Inselwelt vertreten.
- Die Streifenskunks (Mephitis) umfassen zwei Arten, die in Nord- und Mittelamerika leben.
- Die Fleckenskunks (Spilogale) setzen sich aus sieben Arten zusammen und kommen ebenfalls in Nord- und Mittelamerika vor.
- Die Weißrüsselskunks (Conepatus) sind durch ihre schweineartigen Schnauzen charakterisiert und leben mit vier Arten auf dem ganzen amerikanischen Kontinent.

| Gattung Stinkdachse (Mydaus F. Cuvier, 1825) – 2 Arten                                  |                                           |                                             |                                      | |                                              |
| Deutscher Name                                                                          | Wissenschaftlicher Name                   | Verbreitung                                 | Gefährdungsstufe Rote Liste der IUCN | Anmerkungen | Bild                                         |
| Sunda-Stinkdachs                                                                        | Mydaus javanensis (Desmarest, 1820)       | Verbreitungsgebiet des Sunda-Stinkdachs     | (Least Concern – nicht gefährdet)    | 3 Unterarten Lebt auf Java, Sumatra, den Natuna-Inseln und Borneo | Sunda-Stinkdachs (Mydaus javanensis)         |
| Palawan-Stinkdachs                                                                      | Mydaus marchei (Huet, 1887)               | Verbreitungsgebiet des Palawan-Stinkdachs   | (Least Concern – nicht gefährdet)    | monotypisch Lebt auf Palawan |                                              |
| Gattung Streifenskunks (Mephitis E. Geoffroy Saint-Hilaire & F. Cuvier, 1795) – 2 Arten |                                           |                                             |                                      | |                                              |
| Deutscher Name                                                                          | Wissenschaftlicher Name                   | Verbreitung                                 | Gefährdungsstufe Rote Liste der IUCN | Anmerkungen | Bild                                         |
| Streifenskunk                                                                           | Mephitis mephitis (Schreber, 1776)        | Verbreitungsgebiet des Streifenskunks       | (Least Concern – nicht gefährdet)    | 13 Unterarten Sein Verbreitungsgebiet erstreckt sich vom mittleren und südlichen Kanada über weite Teile der USA bis zum nördlichen Mexiko.                                | Streifenskunk (Mephitis mephitis)            |
| Haubenskunk                                                                             | Mephitis macroura Lichtenstein, 1832      | Verbreitungsgebiet des Haubenskunks         | (Least Concern – nicht gefährdet)    | 4 Unterarten Sein Verbreitungsgebiet erstreckt sich von der südlichen USA bis zum nordwestlichen Costa Rica                                                                | Haubenskunk (Mephitis macroura)              |
| Gattung Fleckenskunks (Spilogale J. E. Gray, 1865) – 7 Arten                            |                                           |                                             |                                      | |                                              |
| Deutscher Name                                                                          | Wissenschaftlicher Name                   | Verbreitung                                 | Gefährdungsstufe Rote Liste der IUCN | Anmerkungen | Bild                                         |
| Westlicher Fleckenskunk                                                                 | Spilogale gracilis Merriam, 1890          |                                             | (Least Concern – nicht gefährdet)    | 4 Unterarten Lebt im westlichen Nordamerika, sein Verbreitungsgebiet erstreckt sich von British Columbia und Wyoming bis nach Colorado, Utah, Nevada und Niederkalifornien | Westlicher Fleckenskunk (Spilogale gracilis) |
| Östlicher Fleckenskunk                                                                  | Spilogale putorius Linnaeus, 1758         |                                             | (Least Concern – nicht gefährdet)    | keine Unterarten Ist östlich des Mississippi vom südlichen Pennsylvania im Norden bis Florida im Südosten und Mississippi im Südwesten beheimatet                          | Östlicher Fleckenskunk (Spilogale putorius)  |
| Zwerg-Fleckenskunk                                                                      | Spilogale pygmaea Thomas, 1898            | Verbreitungsgebiet des Zwerg-Fleckenskunks  | (Vulnerable – gefährdet)             | keine Unterarten Bewohnt ein kleines Gebiet entlang der Pazifikküste Mexikos                                                                                               |                                              |
| Südlicher Fleckenskunk                                                                  | Spilogale angustifrons Howell, 1902       |                                             | (Least Concern – nicht gefährdet)    | keine Unterarten Kommt vom zentralen Mexiko bis Costa Rica vor |                                              |
| Plains-Fleckenskunk                                                                     | Spilogale interrupta Rafinesque, 1820     |                                             |                                      | keine Unterarten Kommt in den Great Plains westlich des Mississippi vor |                                              |
| Wüsten-Fleckenskunk                                                                     | Spilogale leucoparia Merriam, 1890        |                                             |                                      | keine Unterarten Kommt in Arizona, New Mexico, im westlichen Texas und im Norden von Mexiko vor                                                                            |                                              |
| Yucatán-Fleckenskunk                                                                    | Spilogale yucatanensis Burt, 1938         |                                             |                                      | keine Unterarten Kommt auf der mexikanischen Halbinsel Yukaton vor | Spilogale yucatanensis                       |
| Gattung Weißrüsselskunks (Conepatus J. E. Gray, 1837) – 4 Arten                         |                                           |                                             |                                      | |                                              |
| Deutscher Name                                                                          | Wissenschaftlicher Name                   | Verbreitung                                 | Gefährdungsstufe Rote Liste der IUCN | Anmerkungen | Bild                                         |
| Anden-Skunk                                                                             | Conepatus chinga (Molina, 1782)           | Verbreitungsgebiet des Anden-Skunks         | (Least Concern – nicht gefährdet)    | 7 Unterarten Lebt im mittleren Südamerika, vom mittleren Peru und dem mittleren Brasilien bis Chile und nördliches Argentinien                                             | Andenskunk (Conepatus chinga)                |
| Patagonischer Skunk                                                                     | Conepatus humboldtii J. E. Gray, 1837     | Verbreitungsgebiet des Patagonischen Skunks | (Least Concern – nicht gefährdet)    | 3 Unterarten Ist in Patagonien, also dem südlichen Argentinien und Chile beheimatet                                                                                        | Patagonischer Skunk (Conepatus humboldtii)   |
| Ferkelskunk                                                                             | Conepatus leuconotus (Lichtenstein, 1832) | Verbreitungsgebiet des Ferkelskunks         | (Least Concern – nicht gefährdet)    | 3 Unterarten Ist vom südlichen Colorado und Texas bis Nicaragua verbreitet, Conepatus mesoleucus ist ein Synonym                                                           | Ferkelskunk (Conepatus leuconotus)           |
| Amazonas-Skunk                                                                          | Conepatus semistriatus (Boddaert, 1785)   | Verbreitungsgebiet des Amazonas-Skunks      | (Least Concern – nicht gefährdet)    | 6 Unterarten Kommt im südlichen Mexiko, im nördlichen Südamerika bis zum nördlichen Peru und im östlichen Brasilien vor                                                    | Amazonas-Skunk (Conepatus semistriatus)      |

Innerhalb der Skunks wurden die fossilen Arten der Gattung Promephitis den heute noch in zwei Arten lebenden (rezenten) Stinkdachsen (Mydaus) aus Südostasien gegenübergestellt. Gemeinsam bilden Promephitis und die Stinkdachse wahrscheinlich die Schwestergruppe der fossilen Art Palaeomephitis steinheimensis, die als älteste bekannte Art der Skunks gilt.
Innerhalb der rezenten Gattungen stellen die Stinkdachse die ursprünglichste Gattung dar, das gemeinsame Taxon aus ihnen und den genannten fossilen Gattungen wird entsprechend allen anderen heute lebenden Skunks sowie weiteren fossilen Formen als ursprünglichste Gruppe gegenübergestellt. Der Zeitpunkt der Trennung der Stinkdachse von den amerikanischen Taxa lag nach molekularbiologischen Daten vor etwa 20,7 Millionen Jahren im frühen Miozän.
Der Fossilbefund legt eine Besiedlung Nordamerikas im mittleren bis späten Miozän nahe, und innerhalb der Neuweltskunks (Mephitini), also der auf dem amerikanischen Kontinent lebenden Arten der Skunks, wird die ausgestorbene Gattung Martinogale als älteste Gattung betrachtet. Nach der phylogenetischen Analyse der Gattung haben sich alle heute lebenden (rezenten) amerikanischen Skunkgattungen aus der Ahnenreihe entwickelt, der auch die drei Martinogale-Arten entsprangen, und entstammen damit einem einzigen paläogeographischen Sprung vom eurasischen an den (nord-)amerikanischen Kontinent. Da diese jedoch Seitenäste der Entwicklungslinie und kein gemeinsames Taxon darstellen, kann Martinogale als paraphyletisch betrachtet werden.
Unter den rezenten amerikanischen Skunks stellen die südamerikanischen Weißrüsselskunks (Conepatus) die ursprünglichste Gattung dar. Diese bilden die Schwestergruppe zu einem Taxon, das aus den beiden zentral- und nordamerikanischen Gattungen der Streifenskunks (Mephitis) und Fleckenskunks (Spilogale) gebildet wird. Die Trennung der Linie, die zu den Weißrüsselskunks führte, von den Vorfahren der anderen Arten wird molekularbiologisch auf einen Zeitpunkt vor etwa 16 Millionen Jahren datiert, die Radiation der Arten innerhalb der Weißrüsselskunks fand vor etwa 11,2 Millionen Jahren statt. Damit erfolgte nach diesen Daten eine Einwanderung auf den südamerikanischen Kontinent lange vor der Bildung der zentralamerikanischen Landbrücke vor etwa 3 Millionen Jahren. Die ältesten bekannten Fossilien der Weißrüsselskunks stammen von Conepatus sanmiguelensis aus Zentralmexiko aus dem frühen Pliozän vor etwa 3 bis 4 Millionen Jahren. In Südamerika ist die Gattung erstmals vor etwa 2,5 Millionen Jahren in Argentinien nachgewiesen.
Die Vorfahren der Streifenskunks und der Fleckenskunks trennten sich vor etwa 12 Millionen Jahren. Innerhalb der Fleckenskunks erfolgte die Radiation zu den heute bekannten vier Arten vor etwa 3 Millionen Jahren, wodurch diese Gattung die jüngste innerhalb der Skunks darstellt.

## Skunks und Menschen

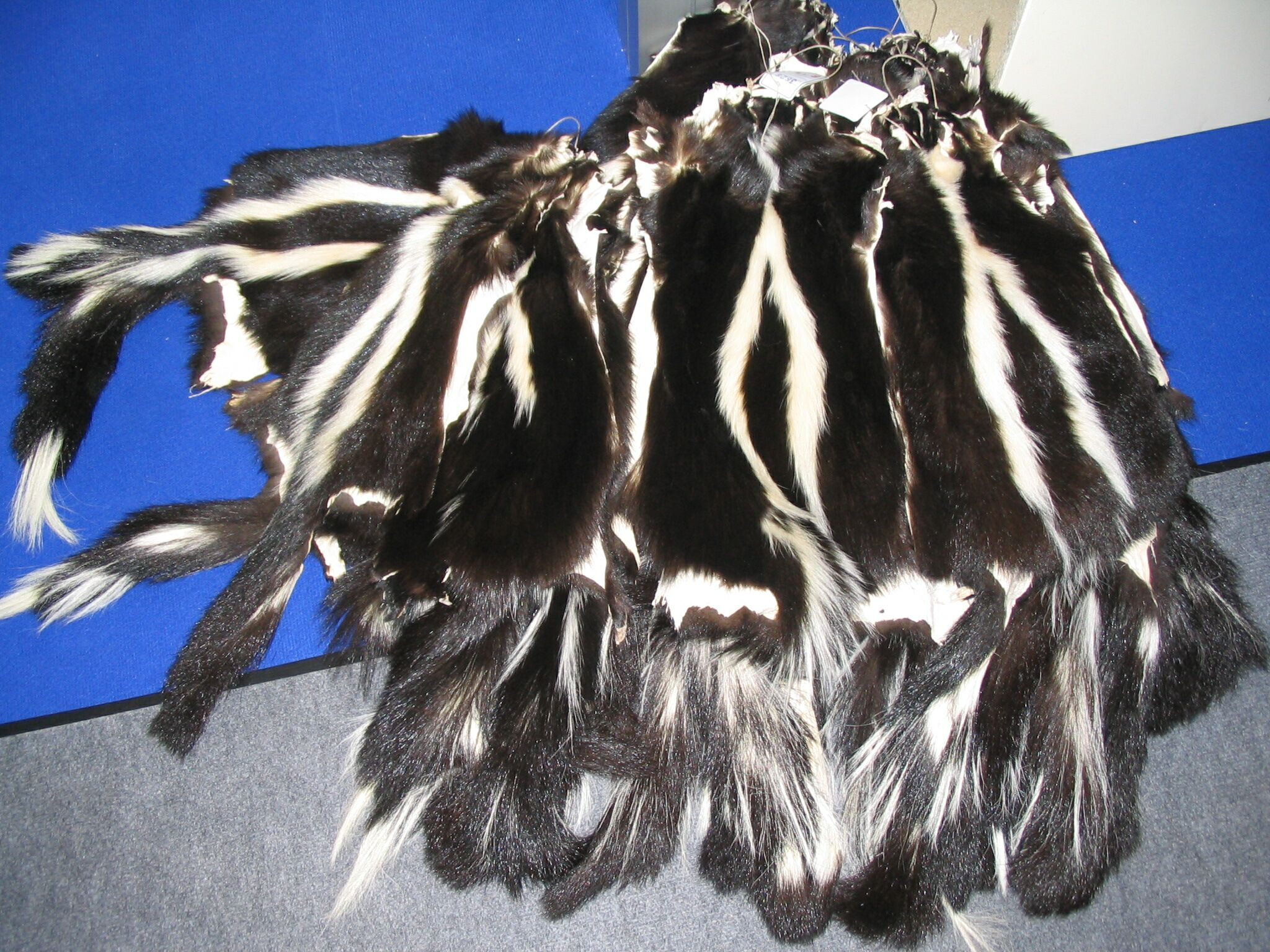
Felle des nordamerikanischen Streifenskunks

Skunks werden von Menschen aus verschiedenen Gründen bejagt. Zum einen sind sie als Überträger der Tollwut gefürchtet, zum anderen dringen sie gelegentlich in Geflügelhaltungen ein. Nachdem es gelungen war, den Geruch des Skunkfells zu beseitigen, stieg nach 1870 die Nachfrage an und der Pelz blieb bis nach dem Ersten Weltkrieg für Pelzbekleidung sehr in Mode. Zeitweilig wurde der Skunk sogar in Pelztierfarmen gehalten; derzeit wird das Fell kaum noch genutzt. Eine weitere Gefahrenquelle ist der Straßenverkehr, dem insbesondere in Nordamerika viele Tiere zum Opfer fallen.
Trotzdem sind Skunks weitverbreitet und zählen nicht zu den bedrohten Arten, lediglich der Zwerg-Fleckenskunk wird von der IUCN als gefährdet (vulnerable) gelistet.